# هاي-ريم بارك
هاي-ريم بارك (ولد في 17 يناير 1985 في سيول) عارضة أزياء كورية أمريكية وقعت حاليا مع وكالة ترامب لعرض الأزياء (نيويورك)،

## روابط خارجية
- هاي-ريم بارك على موقع دليل عارضات الأزياء (الإنجليزية)
- Hye-rim Park Profile
- Hye Park's profile on The Internet Fashion Database